# Traindorf (Heiligenstadt in Oberfranken)

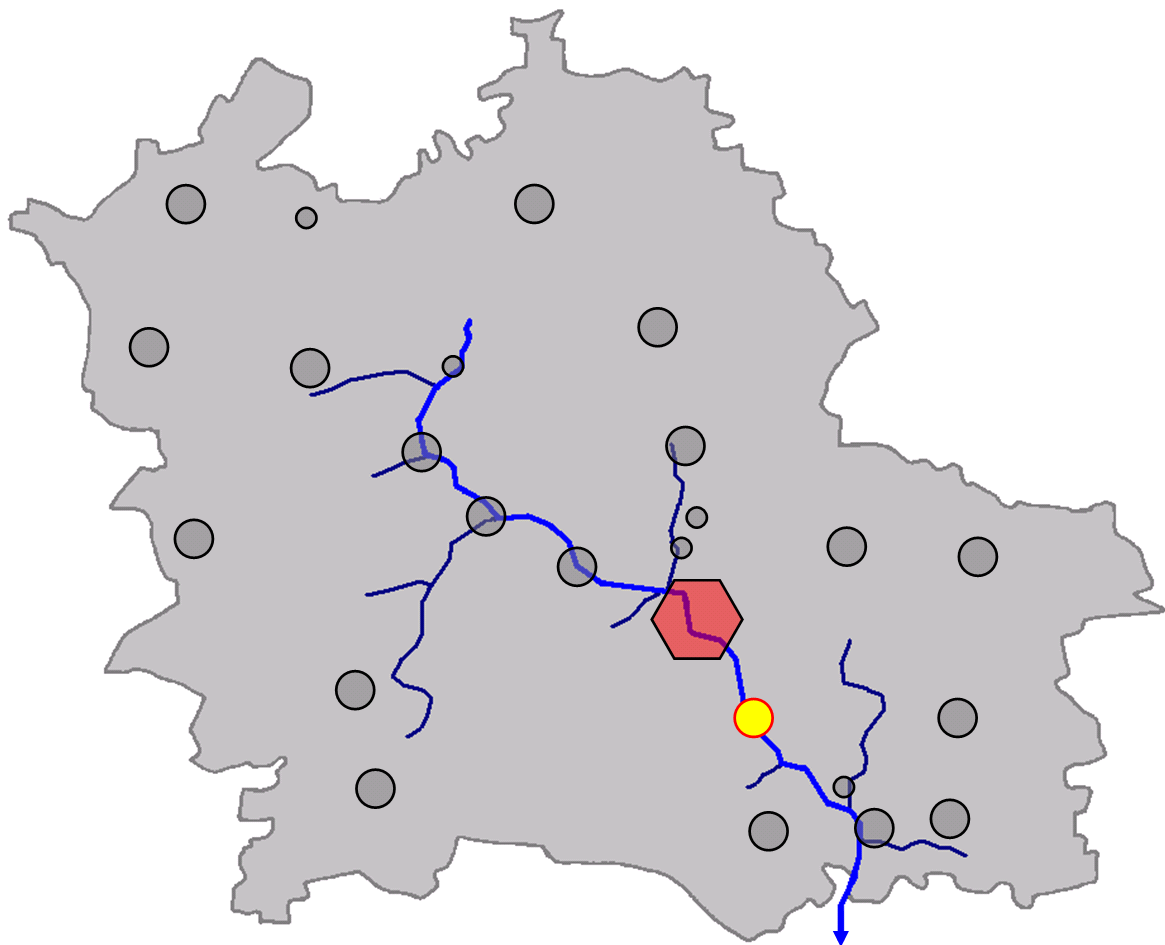
Lage Traindorfs im Markt Heiligenstadt in Oberfranken

Traindorf (bambergisch: Draado'f) ist ein Gemeindeteil des Marktes Heiligenstadt i.OFr. im oberfränkischen Landkreis Bamberg in Bayern.

## Geographie
Das Dorf liegt in der Fränkischen Schweiz knapp einen Kilometer südlich von Heiligenstadt. Wegen der häufigen Hochwasser der Leinleiter ist die Talsohle nicht durchgehend bebaut. Das Dorf hat 160 Einwohner und liegt auf 350 m ü. NHN.

## Geschichte
Die erste urkundliche Erwähnung stammt aus dem Jahr 1340, als Fritz von Streitberg sein Eigengut in Dreundorf dem Chorherrn des Stiftes Sankt Gangolf in Bamberg verkaufte.
Von 1915 bis 1960 hatte Traindorf einen Bahnhof an der Bahnstrecke Ebermannstadt–Heiligenstadt.
Am 1. Januar 1971 wurde Traindorf in den Markt Heiligenstadt in Oberfranken eingegliedert.
Der deutsche Satiriker El Hotzo ist in Traindorf aufgewachsen.

### Name
Es gibt ein gleich lautendes Dorf bei Stadtsteinach. Wie bei diesem soll der Name Traindorf aus Tragindorf entstanden sein, wobei das g nicht gesprochen wurde. Daraus geht hervor, dass es das Dorf eines slawischen Tragin oder germanischen Trago war.

### Topographische Beschreibung von 1752
In Biedermanns Topographischer Beschreibung aus dem Jahr 1752 wird Traindorf folgendermaßen geschildert:
„Draindorf, ein Herrschaftshaus und Dorf von 30 Untertanen an der Leinleiter zwischen Heiligenstadt und Veilbrunn, deren 7 Mann dem Hochstift ins Kastenamt Ebermannstadt, 2 Mann eben demselben ins Amt Scheßlitz, 3 Mann dem Fürstlichen Hause Brandenburg-Culmbach ins Amt Streitberg, das Herrschaftshaus mit 14 Mann dem Herrn Baron v. Seckendorff zu seinem Veilbrunner Eigentum, 2 Mann eben demselben ins Schloß Unterleinleiter und 2 Mann dem Herrn Baron Schenken v. Stauffenberg ins Schloß Burggrub gehörig.
Das Amt Ebermannstadt ist mit Dorfsherr, Baron v. Seckendorff ist auch mit Dorfs- und Gemeinherr, hat die Erbgerichte über seine Untertanen, besucht die hohe und niedere Jagd von Unterleinleiter aus, erhebt 3 Teile am Zehenden und genieset einen Teil vom Fischwasser, davon der andere dem Herrn Baron Schenken v. Stauffenberg zuständig.
Die ritterschaftlichen Untertanen sind alle dem Canton Gebürg einverleibt und waren vor Zeiten insgesamt den Herrn v. Streitberg zuständig, nach deren Ableben erst die Zertrümmerung so erfolgt ist.
Was der Herr Baron Seckendoff hier besitzt ist nur lauter eigen und wird insgemein das Veilbrunner Eigentum genennt. Er hat solches vom Herrn v. Speßart vor nicht allzu langer Zeit durch Kauf an sich gebracht. Letzterer hatte es von seiner Gemahlin als einer Baronesse v. Schlitz, genannt Görz, bekommen, die eine Tochter einer geborenen v. Streitberg war.
Hiesige Einwohner bekennen sich zur evangelischen Religion und sind nach Lutherisch Hallstadt eingepfarrt.“